# 衣索比亞駐英國大使館
衣索比亞駐英大使館（英語：Embassy of Ethiopia, London），是衣索比亞派駐英國的外交代表機構 。

## 使館

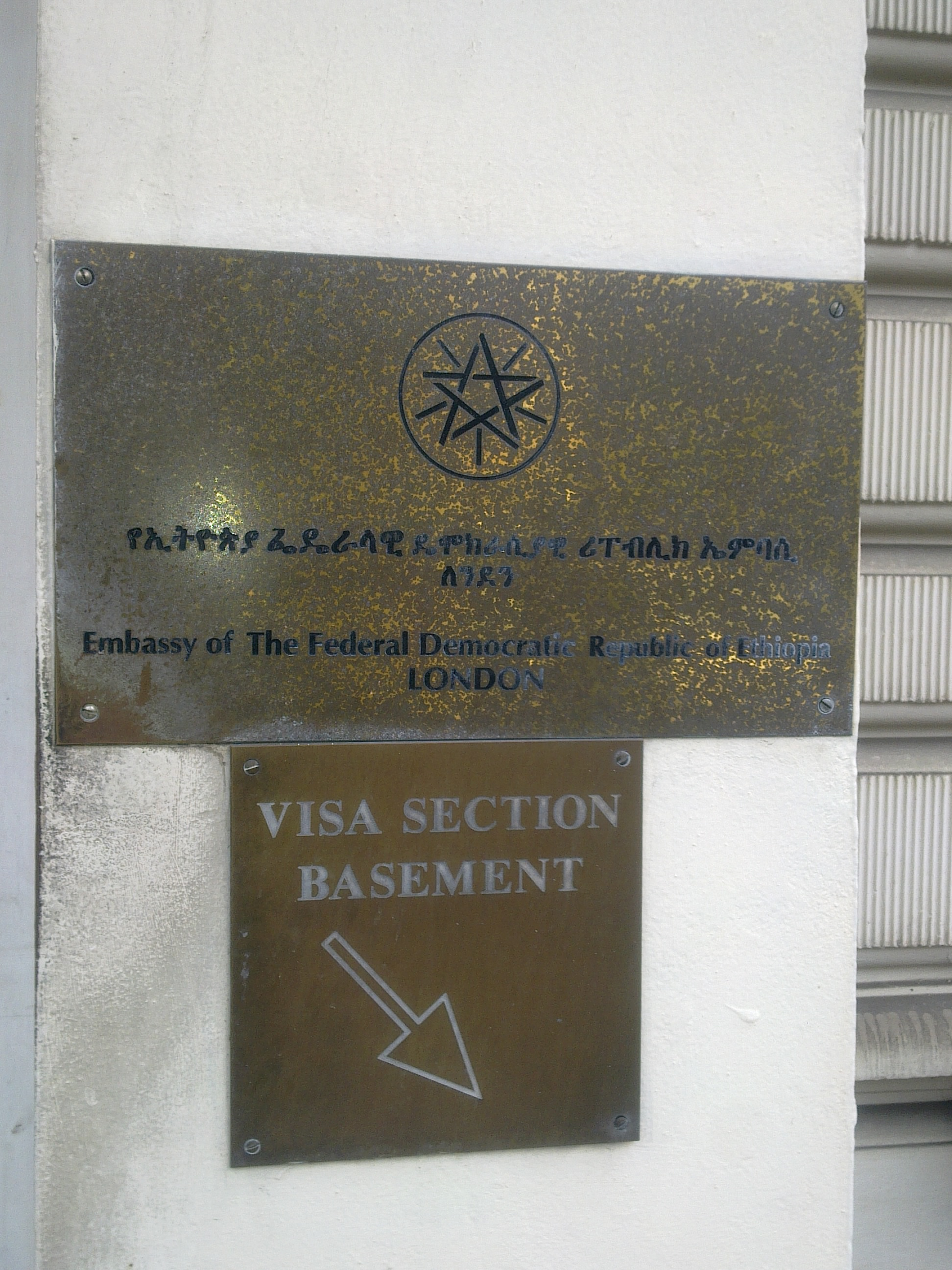
以阿姆哈拉語和英語顯示的大使館外的徽章
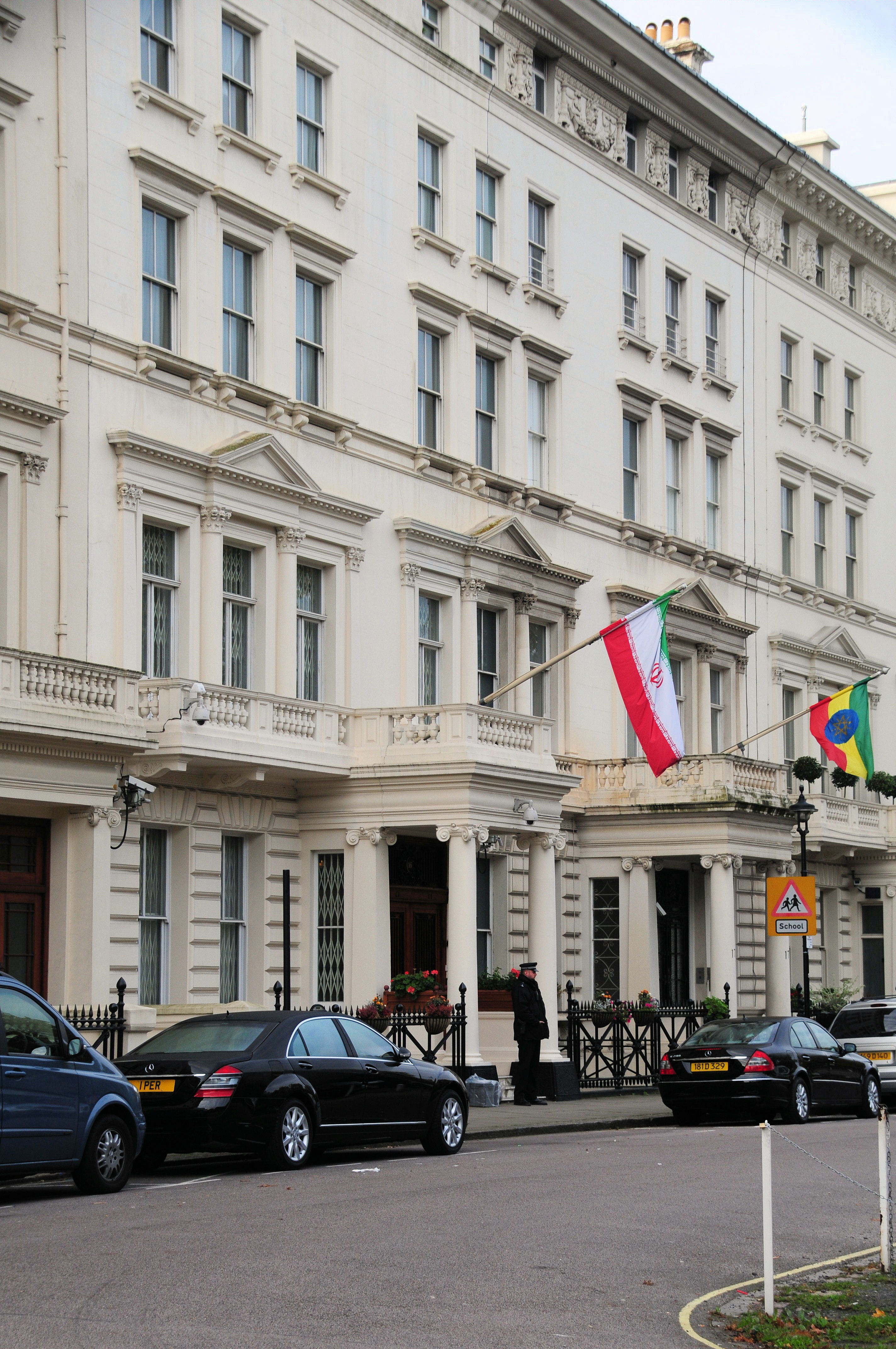
衣索比亞和伊朗的大使馆

## 外部連結
- 官方網站 （页面存档备份，存于）